# No Shame
No Shame is het vierde album van de Britse zangeres Lily Allen. Het album gaat over Allens leven als moeder van twee dochters, haar gestrande huwelijk en haar alcohol- en drugsgebruik. Voor de release van het album werden de volgende singles uitgebracht: Trigger Bang feat. Giggs en Higher. Tevens werden er twee promotionele singles uitgebracht, namelijk Three en Lost My Mind.
Allen kondigde een clubtour aan ter promotie voor het album pre-release waarbij ze halt hield in een uitverkochte Botanique te Brussel op 11 april 2018. Een week voor de release van het album werd een volwaardige tour aangekondigd voor in het najaar. Op 3 december 2018 stond ze in Brussel in Ancienne Belgique. De dagen voor de release van de album plaatste ze elke dag een teaser van een song die op het album zal verschijnen samen met een mini videoclip. Op 8 juni 2018 werd het album uitgebracht.
Bij het vorige album Sheezus had Allen het gevoel dat haar werd opgelegd wat ze moest doen, welke singles ze moest uitbrengen, welke kleren ze moest dragen, waar en wanneer ze op de televisie moest komen. Allen raakte weliswaar in een identiteitscrisis. Dit samenhangend met de breuk met haar echtgenoot en de commerciële flop van haar album zorgde ervoor dat Allen even uit de schijnwerpers verdween. Ze wou haar problemen in perspectief zetten door er muziek over te schrijven en maken. Ze werkte aan nieuwe muziek van 2015 tot 2018 met een kleine entourage van vrienden en probeerde deze groep betrokkenen zo klein mogelijk te houden. Zo koos ze ervoor om niet samen te werken met producer Greg Kurstin waarmee ze haar vorige albums wel had samengewerkt. Allen wou laten zien dat ze zelf zonder Kurstin ook een degelijke plaat kon maken.
"No Shame" is overwegend een elektropop album maar toont invloeden van dancehall en reggae, en heeft een low-key productie. Allen nam voor dit album geen toevlucht naar haar kenmerkende sarcastische songwritingstijl zoals bij haar voorgaande albums en koos in plaats daarvan voor een meer eerlijke en "openhartige" benadering. De teksten van het album zijn "echt" en gaan voornamelijk over het einde van Allens huwelijk met Sam Cooper. Er zijn ook songs die gaan over moederschap, het mislukken van vriendschappen en Allens oude feeststijl, die vaak gepaard ging met drugs en alcohol.
| 1.                 | Come On Then                 | Lily Allen, Benjamin Garrett                  | Emre Ramazanoglu, Seb Chew | 3:11 |
| 2.                 | Trigger Bang (met Giggs)     | Allen, Garrett, Giggs,                        | Fryars                     | 3:32 |
| 3.                 | What You Waiting For         | Ray Parker Jr.                                | Dre Skull, Samuel Reinhard | 3:07 |
| 4.                 | Your Choice (met Burna Boy)  | Allen, Burna Boy, Ari Pen-Smith,P2J           | P2J                        | 3:42 |
| 5.                 | Lost My Mind                 | Allen, Tim Rice-Oxley                         | Ramazanoglu, Chew          | 3:48 |
| 6.                 | Higher                       | Allen, Alastair O'Donnell, Daniel London, P2J | P2J                        | 4:08 |
| 7.                 | Family Man                   | Allen, Garrett                                | Mark Ronson, Fryars        | 3:39 |
| 8.                 | Apples                       | Allen, Sam Duckworth                          | Allen, Jack Nichols-Marcy  | 3:40 |
| 9.                 | Three (No Shame)             | Allen, Garrett                                | Fryars                     | 3:38 |
| 10.                | Everything to Feel Something | Allen, Garrett, Eliza Caird, Jenna Andrews    | Fryars                     | 4:57 |
| 11.                | Waste (met Lady Chann)       | Allen, Lady Chann, Ellis Taylor, Tim Deal     | Show N Prove               | 3:31 |
| 12.                | My One                       | Allen, Ezra Koenig, Michael Tucker            | Ronson, Koenig, Bloodpop   | 2:58 |
| 13.                | Pushing Up Daisies           | Allen, Cass Lowe                              | Lowe                       | 3:45 |
| 14.                | Cake                         | Allen, Taylor                                 | Show N Prove               | 3:28 |
| Totale duur: 51:04 |                              |                                               |                            |      |